# افسرالملوک عاملی
افسرالملوک عاملی (متولد ۱۳۰۹ هجری قمری) شاعر زن ایرانی بود.

## زندگی‌نامه
او در مشهد در سال ۱۳۰۹ هجری قمری به‌دنیا آمد. پدرش میرزا اسماعیل خان مستوفی شیرازی، ملقب به «اعتصام الممالک»، در آن زمان کارگزار خراسان بود. افسرالملوک از کودکی شعر می‌گفت و در جوانی با میرزا حبیب‌الله خان عاملی ازدواج کرد که از نوادگان شیخ بهایی بود.

## آثار ادبی
مهم‌ترین کتاب افسرالملوک، «کوروش‌نامه» است که سرودن آن در پنجاه سالگی آغاز کرد، اما به علت بیماری و مرگ، هرگز پایان نیافت و او تنها دورهٔ زمانی حکومت سلاطین ماد تا بر تخت نشستن خشایارشا را توانست به نظم دربیاورد. منبع خلق کوروش‌نامه، کتاب «تاریخ مختصر ایران باستان» تألیف مشیرالدوله پیرنیا بوده‌است.